# Антоні Торрес
Антоні Торрес (ісп. Antoni Torres, 29 липня 1943, Балагер — 24 лютого 2003, Барселона) — іспанський футболіст, що грав на позиції захисника.
Виступав, зокрема, за клуб «Барселона», а також національну збірну Іспанії.
Чемпіон Іспанії. Дворазовий володар Кубка Іспанії. Володар Кубка ярмарків.

## Клубна кар'єра
Народився 29 липня 1943 року в місті Балагер. Вихованець юнацьких команд футбольних клубів «Балаге» та «Барселона».
У дорослому футболі дебютував 1963 року виступами за команду «Еркулес», у якій провів два сезони, взявши участь у 50 матчах чемпіонату. 
У 1965 році перейшов до клубу «Барселона», за який відіграв 11 сезонів.  Більшість часу, проведеного у складі «Барселони», був основним гравцем захисту команди. За цей час виборов титул чемпіона Іспанії, ставав володарем Кубка Іспанії (двічі), володарем Кубка ярмарків. Завершив професійну кар'єру футболіста виступами за команду «Барселона» у 1976 році.

## Виступи за збірні
З 1963 по 1964 рік захищав кольори олімпійської збірної Іспанії. У складі цієї команди провів 4 матчі.
У 1968 році дебютував в офіційних матчах у складі національної збірної Іспанії.
Загалом протягом кар'єри в національній команді, яка тривала 2 роки, провів у її формі 5 матчів.
Помер 24 лютого 2003 року на 60-му році життя у місті Барселона.

## Титули і досягнення
- Чемпіон Іспанії (1):

«Барселона»: 1973-1974
- Володар Кубка Іспанії (2):

«Барселона»: 1967-1968, 1970-1971
- Володар Кубка ярмарків (1):

«Барселона»: 1965-1966